# Foto Strakosha
Foto Strakosha (Tepelena, Albania, 29 de marzo de 1965) es un futbolista albanés retirado. Jugaba de guardameta y tuvo el récord partidos internacionales con la selección de fútbol de Albania, con 73 partidos. 

## Biografía
Jugó la mayor parte de su carrera en Grecia, habiendo pasado por el PAS Giannina, Ethnikos Asteras, Olympiacos, Ionikos, Kallithea FC y Panionios, donde colgó los guantes en 2005. Tras ello, se convirtió en entrenador de porteros del Olympiakos.

## Clubes
| Club             | País    | Año       |
| ---------------- | ------- | --------- |
| Dinamo Tirana    | Albania | 1990      |
| PAS Giannina     | Grecia  | 1991      |
| Ethnikos Asteras | Grecia  | 1991-1993 |
| Olympiacos FC    | Grecia  | 1993-1997 |
| Panionios NFC    | Grecia  | 1997-1999 |
| Ionikos          | Grecia  | 1999-2002 |
| FC Kallithea     | Grecia  | 2002-2003 |
| Proodeftiki      | Grecia  | 2004      |
| Panionios NFC    | Grecia  | 2004-2005 |

- Datos: Q385835